# Důl Václav (Kladno)
Důl Václav byl černouhelný hlubinný důl v katastrálním území Kladno v kladensko-rakovnické uhelné pánvi. Důl byl vybudován společností Pražské doly u Kladna a později provozován Pražskou železářskou společností (dále PŽS). Důl byl provozován v letech 1847–1889.

## Historie
Hloubení jámy bylo zahájeno v září 1847 společností Pražské doly u Kladna. Jáma byla pojmenována podle společníka Pražských dolů majitele ostrova Žofín a Pražských mlýnů v Praze Václava Novotného. Jáma byla hloubena asi 320 m severně od nálezné jámy Kateřina Josefa v Kočehlavech na území pozdější Vojtěšské huti. Její profil byl obdélníkový o rozměrech 6,1 × 2,4 m do hloubky 159,9 m. v hloubce 122 byla zastižena hlavní kladenská sloj o mocnosti 5,9 m. Těžba na dole byla ukončena v roce 1882 a do roku 1889 byla provozována jako větrní jáma dolu Layer v Kladně. Po ukončení provozu byla jáma zasypána a těžní budova zbourána, ostatní objekty byly využity Vojtěšskou hutí. V roce 2002 byla jáma doplněna popílkovou zakládkou a byl postaven uzavírací ohlubňový poval s kontrolními a dosypávacím otvorem.
Na dole Václav je doloženo první využití koní v podzemí na Kladensku. Prameny uvádí rok 1849 nebo 1852.
Větrání dolu zabezpečovala větrná jáma Václav umístěna v jižní části dobývacího pole. Větrná jáma  z roku 1865 se nacházela asi 235 m jižně od těžní jámy Václav, její hloubka byla asi 70 m a činnost ukončila spolu s ukončení činností dolu Václav.

## Koksovna
Na nádvoří dolu byly postaveny koksovací pece, které zpracovávaly vytěžené uhlí dolu, později z dolu Prokop. Vytvořený koks byl používán k tavbě železa ve Vojtěšské huti. V období 1852–1854 bylo v činnosti šest schaumburských koksovacích pecí se vsázkou 8 t a výtěžností 45 %. V roce 1854 na jejich místě bylo postaveno třináct nových schaumburských koksovacích pecí. Mimo tento typ pecí byly v činnosti ještě tzv. belgické pece. V letech 1852–1855 jich bylo dvacet a v období 1856–1859 třicet dva belgických pecí.